# Gebhard Negele
Gebhard Negele (* 8. Dezember 1953 in Triesen) ist ein Liechtensteinischer Politiker. Er war von 2005 bis 2013 Abgeordneter im liechtensteinischen Landtag.

## Biografie
Negele wurde erstmals 2005 für die Vaterländische Union in den Landtag des Fürstentums Liechtenstein gewählt. 2009 erfolgte seine Wiederwahl. In seiner Funktion als Abgeordneter war er ab 2005 Mitglied in der Geschäftsprüfungskommission, einer der drei ständigen Kommissionen des Landtages, sowie Mitglied in der liechtensteinischen Delegation in der Parlamentarischen Versammlung des Europarates. In letzterer war er seit 2009 Delegationsleiter. Bei der Landtagswahl im Februar 2013 trat er nicht mehr an.
Negele ist verheiratet und hat drei Kinder.